# Xiangyin Lu
Xiangyin Lu (chiń. 翔殷路站) – stacja początkowa metra w Szanghaju, na linii 8. Zlokalizowana jest pomiędzy stacjami Nenjiang Lu i Huangxing Gongyuan. Została otwarta 29 grudnia 2007.